# Magazine (EP)
Magazine es el tercer miniálbum (EP) de la cantante coreano-americana Ailee. Fue lanzado el 25 de septiembre de 2014, por YCM Entertainment y Neowiz Internet. Magazine muestra un mayor involucramiento creativo por parte de Ailee, debido a que coescribió cuatro de las cinco canciones del EP, incluyendo la canción promocional. Además, Ailee colaboró con el productor Kim Do Hoon y con los raperos twosome, Dynamic Duo. La canción "Don't Touch Me" fue elegida como sencillo promocional del EP.

## Antecedentes y liberación
El 15 de septiembre de 2014, se reveló que Ailee lanzaría su próximo EP el 25 de septiembre. Una imagen de la cantante vestida como payaso con coletas trenzadas fue liberado el mismo día. La agencia confirmó que Magazine sería el título de su próxima producción y que mostraría madurez musical en la cantante. El 21 de septiembre, se lanzó un adelanto del video musical para la canción promocional del EP, "Don't Touch Me"; dos días después, el 23 de septiembre, la portada del disco se reveló. El 25 de septiembre, Ailee lanza Magazine de manera digital así como el video musical completo para "Don't Touch Me". Un showcase fue organizado para el lanzamiento del EP y se realizó en Ilchi Art Hall de Cheongdamdong en Gangnam.
"Don't Touch Me" logró posicionarse en el puesto dos de Gaon.

## Promociones
Las promociones para el EP empezaron el 25 de septiembre en M! Countdown de Mnet. Ailee también se presentó en Music Bank de KBS, Music Core de MBC, Show Champion, e Inkigayo de SBS. Ailee ganó premios tres premios en estos programas musicales con su canción promocional. Una segunda canción "Love Sick" fue escogida para continuar con las presentaciones en vivo, así como también  "Goodbye Now".

## Lista de canciones
| N.º   | Título                                                          | Letras                     | Música                   | Duración |  |
| 1.    | «Don't Touch Me» (손대지마; Sondaejima)                         | Min Yun Jae, Jakops, Ailee | Kim Do Hoon, Seo Jae Woo | 3:25     |  |
| 2.    | «Crazy» (미치지 않고서야; Michiji Ankoseoya) (with Dynamic Duo) | Gaeko, Choiza              | Gaeko, 이병호            | 3:42     |  |
| 3.    | «Goodbye Now» (이제는 안녕; Ijeneun Annyeong)                   | Ailee, Jakops              | Jakops                   | 3:38     |  |
| 4.    | «Love Sick» (문득병; Mundeukbyeong)                             | Ailee, Jakops              | Jakops                   | 2:59     |  |
| 5.    | «Teardrop»                                                      | Ailee                      | 귓방망이, Jakops         | 3:59     |  |
| 6.    | «Don't Touch Me» (Instrumental)                                 |                            | Kim Do Hoon, Seo Jae Woo | 3:25     |  |
| 17:43 |                                                                 |                            |                          |          |  |

## Posicionamiento en listas
| Ranking                   | Posición |
| ------------------------- | -------- |
| Gaon Weekly Album Chart   | 6        |
| Gaon Monthly albums chart | 22       |

## Ventas
| Ranking     | Ventas |
| ----------- | ------ |
| Gaon Físico | +5495  |

## Historia de lanzamiento
| Región        | Fecha                    | Formato          | Agencia                   |
| ------------- | ------------------------ | ---------------- | ------------------------- |
| Mundial       | 25 de septiembre de 2014 | Descarga Digital | YMC Entertainment         |
| Corea del Sur | 29 de septiembre de 2014 | CD               | YMC Entertainment, Neowiz |